# 有藤詩織
有藤 詩織（ありとう しおり）は、日本の舞台女優。
また、バーチャルライバーとして配信アプリIRIAMで「兎月詩」としても活動している。

## 人物
- 特技 - ジャズダンス14年、クラシックバレエ10年[1]。

## 来歴・出演
本人ホームページより

### 2017年
- Twitter　初投稿（7月4日）
- 木星劇場プロデュース公演2nd「自動巻き歯車鉄道」（8月24日 - 8月27日）
- 朗読パンダ第5回公演｢Talking＆Square｣（10月5-8日）

### 2018年
- テレビ朝日系 帯ドラマ劇場「越路吹雪物語」（1月8日 - 3月30日）
- EASTONES第13弾 「フクロノネズミ 〜大江戸たてこもり事件〜」（5月2日 - 7日）
- 朗読パンダ第6回公演 「Reading Revolution」（10月4日 - 8日）

### 2019年
- LIVEDOG GIRLS 「クレイジーメルヘン」(6月22日 - 30日）
- 100点un・チョイス〜　第7回本公演「誰かが彼女を知っている」（8月15日 - 19日）
- スタンディング岐路ーズ　第4岐路目公演　「ジャングル・クリスマス」（11月13日 - 17日）
- 「リーディング・ライブ」（12月1日）
- フジテレビ「爆笑問題の天国が地獄」（12月27日）

### 2020年
- 「贈られた命〜此処に産まれた意味〜」（9月15日 - 22日）
- 「ヘリオガバルスの薔薇」（11月20日 - 22日）

### 2021年
- 「狂人のつぶやき」（4月13日 - 18日）
- 「廃棄物戦争」（7月9日 - 13日）
- 配信アプリIRIAMで兎月詩として活動開始
- NHK「ap bank fes '21 〜コロナと出口 利己と利他のはざまで響きあう音〜」（12月29日）

### 2022年
- 「東京タワーからマカロン」（6月10日 - 13日）
- 朗読劇「Brand New Day×旅立ちの約束」(6月22日 - 26日）
- ボイスドラマ「Brand New Day×旅立ちの約束」（12月24日）

### 2023年
- スタンディング岐路ーズ　第9岐路目公演「やりなおし2」（4月27日 - 30日）
- スタンディング岐路ーズ　第10岐路目公演「コロシアイ×アイシアイ」ドラマ版（9月16日）
- 兎月詩　配信アプリIRIAM内のイベントにて獲得したアニメージュが発売
- 兎月詩　1st　LIVEを開催　（10月15日）
- スタンディング岐路ーズ　第10岐路目公演「コロシアイ×アイシアイ」舞台版（11月10日 - 12日）

### 2024年
- &zerone主催　Live配信朗読劇　「Band New Day」（1月27日）
- 「役者 × SDGs シロハタSDGs(アップサイクル)イベント」（2月10日 - 12日）
- ラジオ　トラフィックライト「林将平とPeppersのトラフィックライト」 - ゲスト出演
- S.H.produce　朗読公演　「君の未来が僕の未来/もしも心が持てたなら」　（3月20日-24日）
- Evan's 第2回公演 「世界ギュルルン滞在記」（5月15日 - 19日）
- S.H.produce　朗読公演「ワーニャ伯父さん/母がいた書斎」　（6/19-23日）
- FREE(S)「 Letter 2024」東京公演（9月25日-29日） 茨木公演（10月13日）
- S.H.produce 「鈍色の花」　（12月18日-22日）

### 2025
- スタンディング岐路ーズ　第12岐路目公演「武士に願いを」（1月22日-26日）
- リーディックシアター「無黒ノ宴」葉之刻（3月29日-30日）